# M18 (astronomia)
M 18 (noto anche come NGC 6613) è un ammasso aperto non molto appariscente visibile nella costellazione del Sagittario.

## Osservazione

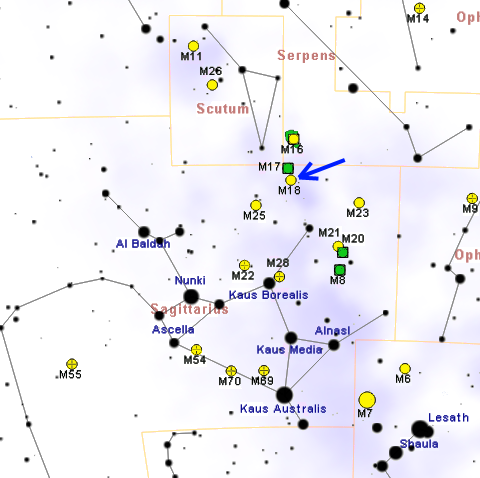
Mappa per individuare M18.

M18 si individua circa 4° a NNE dalla stella μ Sagittarii e giace in un campo di stelle molto ricco, a causa della presenza di grandi nubi stellari della Via Lattea; è visibile, seppur con qualche difficoltà, anche con un binocolo come un 10x50, sebbene le sue componenti siano impossibili da osservare, così l'aspetto permane nebuloso. Un telescopio da 120-150mm lo risolve completamente senza lasciare traccia di nebulosità; le sue componenti sono comprese fra l'ottava e la dodicesima magnitudine. Le componenti appaiono biancastre.
M18 può essere osservato con discreta facilità da gran parte delle aree popolate della Terra, grazie al fatto che è situata a una declinazione non eccessivamente australe: in alcune aree del Nord Europa e del Canada, nei pressi del circolo polare artico, la sua visibilità è comunque molto difficile, mentre nell'Europa centrale appare relativamente basso; dall'emisfero sud l'ammasso è ben visibile alto nelle notti dell'inverno australe e nella sua fascia tropicale può vedersi perfettamente allo zenit. Il periodo migliore per la sua osservazione nel cielo serale è quello compreso fra giugno e ottobre.

## Storia delle osservazioni
M18 è stato scoperto da Charles Messier nel 1764 che lo descrive così: "Un ammasso di piccole stelle, poco sotto M17; circondato da una sottile nebulosità. Più facile di M16...Appare nebuloso in un telescopio da 3 piedi e mezzo; con un telescopio migliore si possono vedere le stelle...Diam. 5'" John Herschel lo descrisse come un ammasso povero di stelle e poco concentrato.

## Caratteristiche
M18 contiene principalmente stelle di tipo spettrale B3, ciò significa che l'ammasso è relativamente giovane, la sua età stimata è di 32 milioni di anni; le stelle più brillanti hanno una magnitudine apparente pari a circa 9.
L'ammasso è localizzato a circa 4.900 anni luce dal sistema solare, tenendo conto del suo diametro apparente di 9 minuti di arco, il suo diametro reale risulta essere circa 17 anni luce.

### Libri
- (EN) Stephen James O'Meara, Deep Sky Companions: The Messier Objects, Cambridge University Press, 1998, ISBN 0-521-55332-6.

### Carte celesti
- Toshimi Taki, Taki's 8.5 Magnitude Star Atlas, su geocities.jp, 2005. URL consultato il 7 novembre 2010 (archiviato dall'url originale il 5 novembre 2018). - Atlante celeste liberamente scaricabile in formato PDF.
- Tirion, Rappaport, Lovi, Uranometria 2000.0 - Volume II - The Southern Hemisphere to +6°, Richmond, Virginia, USA, Willmann-Bell, inc., 1987, ISBN 0-943396-15-8.
- Tirion, Sinnott, Sky Atlas 2000.0 - Second Edition, Cambridge, USA, Cambridge University Press, 1998, ISBN 0-933346-90-5.
- Tirion, The Cambridge Star Atlas 2000.0, 3ª ed., Cambridge, USA, Cambridge University Press, 2001, ISBN 0-521-80084-6.